# Fruchtaufstrich
Der Fruchtaufstrich ist ein Brotaufstrich aus Zucker und eingekochten Früchten, der nicht in eine der in der Richtlinie 2001/113/EG vom 20. Dezember 2001 über Konfitüren, Gelees, Marmeladen und Maronenkrem für die menschliche Ernährung und in der deutschen Konfitürenverordnung festgelegten Kategorien fällt. 
Nach der Konfitürenverordnung gibt es:
- Konfitüre und Konfitüre extra
- Gelee und Gelee extra
- Marmelade
- Gelee-Marmelade
- Maronenkrem